# Jean de Limur
Jean de Limur, all'anagrafe Jean François Marie Chanu de Limur (Vouhé, 13 novembre 1887 – Parigi, 5 giugno 1976), è stato un regista, attore e sceneggiatore francese.

## Biografia
Nato in Francia, negli anni venti Jean de Limur lavorò negli Stati Uniti, debuttando come attore nel film The Worldly Madonna (1922), a fianco di Clara Kimball Young. Per la Paramount Pictures, dal 1927 girò i suoi primi film da regista, tra i quali The Letter (1929) e Jealousy (1929), entrambi interpretati dalla grande stella di Broadway Jeanne Eagels, che ottenne una candidatura all'Oscar alla migliore attrice, ma morì quello stesso anno.
Nel 1930, con l'avvento del sonoro, de Limur tornò in Francia e proseguì la sua carriera di regista e sceneggiatore lavorando ad una quarantina di pellicole. Collaborò al Don Chisciotte (1933) di Georg Wilhelm Pabst, sia come aiuto regista che come attore. Nel 1936 girò La Garçonne, film interpretato da Marie Bell e da Arletty. Nella sua carriera firmò, da regista, 25 film; ne firmò 8 tra sceneggiature, dialoghi e adattamenti; ne interpretò 7, soprattutto negli Stati Uniti; lavorò come aiuto regista, montatore, ricercatore e assistente tecnico.
Si sposò la prima volta nel 1918 con Marie Augustine Plunian dalla quale divorziò nel 1921. Nel 1934 sposa Stella Petzold, la cui madre aveva sposato il famoso basso russo Fëdor Ivanovič Šaljapin, e divenne cognato del politico e giornalista Luigi Freddi, capo della direzione generale per il cinema del regime fascista. Dietro sua richiesta girò Apparizione (1944) con Alida Valli, scelta che dopo la fine della guerra sarà fatale per la sua carriera di regista.
In seguito lavorò come dirigente alla SIMCA. Morì a Parigi il 5 giugno 1976, all'età di 88 anni.

## Filmografia parziale

### Regista
- The Letter (1929)
- Jealousy (1929)
- Mon gosse de père (1930)
- La Garçonne (1936)
- Papà Lebonnard (1939)
- Apparizione (1944)

### Attore
- The Worldly Madonna, regia di Harry Garson (1922)
- The Three Must-Get-Theres di Max Linder (1922)
- La donna di Parigi (A Woman of Paris: A Drama of Fate), regia di Charles Chaplin (1923)
- L'arabo (The Arab), regia di Rex Ingram (1924)
- Love's Bargain, regia di Burton George (1925)
- Human Desires, regia di Burton George (1927)
- Don Chisciotte, regia di Georg Wilhelm Pabst (1933)

### Sceneggiatore
- Vita nuova (Three Sinners), regia di Rowland V. Lee (1928)

### Montatore
- The Letter, regia di Jean de Limur (1929)
- La donna bianca, regia di Jack Salvatori (1931)

### Aiuto regia
- Don Chisciotte, regia di Georg Wilhelm Pabst (1933)
- Don Chisciotte, regia di Georg Wilhelm Pabst (1933)